# فاروق سعد الزومان
فاروق سعد الزومان مغامر سعودي ويعد أول سعودي يصعد قمة إيفرست، ويعد أيضاً ناشط في الأعمال الإنسانية، مواليد قرية البير شمال مدينة الرياض.
وبعد عودته من الإنجاز الذي حققه، استقبله الأمير سلطان بن سلمان في جمعية الأطفال المعوقين  ونائب خادم الحرمين الشريفين الأمير سلطان بن عبد العزيز آل سعود في مكتبه الخاص لتكريمه على الإنجاز غير المسبوق تاريخيًا.
وأطلقت عليه وكالة BBC الإعلامية لقب «ادموند هيلاري السعودي» حيث إن أول متسلق لقمة إفرست هو النيوزيلندي إدموند هيلاري الذي توفي في العام نفسه الذي وصل فيه فاروق الزومان إلى القمة.

## تاريخه
ولد فاروق الزومان في مدينة الرياض وكان منذ صغرة محب للمغامرة، ثم قام بالسفر إلى الولايات المتحدة للدراسة ثم التحق بالبعثة التعليمية في عام 2003 ليتخرج عام 2007 من كلية الاقتصاد في ولاية أوريغون الأمريكية وبالتحديد من مدينة يوجين. ثم التحق فاروق الزومان مع فريق الطارق للاعلام.
فقد كانت تلك السنوات صعبة حيث عاصر البطل فاروق الزومان أحداث 11 سبتمبر 2001 ومن ثم توفي اخاه الأصغر (مروان) بعد الازمة بسنة تقريبا اثر حادث سيارة ولم يستطع فاروق الزومان العودة إلى وطنه لحضور العزاء حيث ان نسبة إصدار فيزا جديدة له من السفارة الأمريكية تكاد تكون مستحيلة بسبب الظروف وقتها، وتخرج من جامعة أوريغون الأمريكية بيوجين تخصص اقتصاد عام2007.
يتحدث فاروق الزومان اللغة العربية واللغة الإنجليزية بطلاقة. وينحدث أيضا اللغة البرتغالية واليابانية حيث قام بدراستها في الولايات المتحدة.
ويعمل مدربا في مجال تطوير النفس ومحاضرا ومتحدثا في التحفيز وشحذ الهمة. وحصل على الحزام الأسود في التايكوندو . وقد حصل على عدة بطولات في التايكوندو وعلى عدة بطولات أيضا في كرة القدم من جامعة أوريغون الأمريكية. وهو أيضا سباح ماهر وحامل أثقال ورياضي متمرس على تسلق الجبال.

## إنجازاته
يعد أول سعودي يتسلق اعلى قمة افريست ويضع علم المملكة العربية السعودي

## استضافاته ومحاضراته ودوراته التدريبية
قدم فاروق الزومان العديد من الدورات التدريبية المحلية  والخارجية  باللغة العربية والإنجليزية وكذلك أستضيف في العديد من المنتديات . فقد قدم الزومان العديد من المحاضرات أيضا لبعض المدارس والجامعات والمستشفيات والمراكز الاجتماعية والجمعيات الخيرة  والشركات الأهلية والوزارات والمؤسسات المختلفة. لدى الزومان حقائب تدريبية مختلفة مستمدة من وقائع إفرست في كيفية الوصول إلى قمة النجاح.

## بعض مقابلاته التلفزيونية المميزة
قناة فاروق الزومان الإعلامية على اليوتوب
محاضرة في TED بعنوان «فن التخيل»
محاضرة في مؤتمر تيد TED العالمي عن تفعيل العقل على يوتيوب
ضيف الخيمة في برنامج (زد رصيدك 2) على قناة بداية والذي بلغ عدد مشاهدية أكثر من 30 مليون على يوتيوب
عن الإيجابية وعلاقتها بالهرمونات في برنامج (يوم جديد) في قناة المجد على يوتيوب
مقابلة قناة الوطن الكويتية مع الشيخ نبيل العوضي على يوتيوب
مقابلة القناة الأولى في برنامج جلسة مصارحة مع الشيخ راشد الزهراني (اللقاء الأول) على يوتيوب
مقابلة القناة الأولى في برنامج جلسة مصارحة مع الشيخ راشد الزهراني (اللقاء الثاني) على يوتيوب
مقطع مترجم في وسط جبال الهامالايا على يوتيوب
مقابلة قناة الرسالة في برنامج (جيل الرسالة) مع عبد المجيد الفوزان ومنهل عبد القادر على يوتيوب
حديث شيق بين فاروق الزومان والدكتور عبد الله السلمان على يوتيوب
مقابلة قناة MBC على يوتيوب
منظر عجيب جدا تصوير فاروق الزومان على يوتيوب
مقطع صغير في محاضرة عن التصوير في إفرست على يوتيوب
مقطع عن مسببات النجاح في محاضرة التصوير في إفرست على يوتيوب
مقابلة قناة المجد على يوتيوب
مقابلة القناة الثانية السعودية "بالإنجليزي" على يوتيوب
مقابلة قناة روتانا خليجي على يوتيوب
مقابلة قناة الاخبارية على يوتيوب
مقابلة قناة الاقتصادية على يوتيوب
المؤتمر الصحفي في موقع مجموعة BBC الإعلامية على يوتيوب
مقاطع من فلم وثائقي عن فاروق الزومان على يوتيوب
مقدمة فلم وثائقي عن فاروق الزومان على يوتيوب
محاضرة برعاية الغرفة التجارية بالمنطقة الشرقية على يوتيوب
منتج من أحد محبين الأستاذ فاروق الزومان على يوتيوب
فلم منتج من أحد محبين فاروق الزومان على يوتيوب